# Pietro Germi
Pietro Germi (Gênova, 14 de setembro de 1914 — Roma, 5 de dezembro de 1974) foi um diretor de cinema italiano.

## Biografia
Pietro Germi nasceu na cidade Gênova na Liguria, de uma família de classe média, trabalhou um período como mensageiro e cursou por um breve período a escola naval, depois disso decidiu tentar a carreira como ator.
Estudou teatro e direção em Roma no Centro Sperimentale di Cinematografia. Durante o tempo de escola, sustentava a si mesmo com trabalhos extras de ator, assistente de direção e ocasionalmente escritor/roteirista. O début como diretor ocorreu em 1945 com o filme Il testimone. Como seu primeiro trabalho, este filme inclui o estilo neorrealista do cinema italiano, onde pode-se ver os dramas sociais contemporâneos da sociedade siciliana da época.
Passado alguns anos, o diretor migrou dos filmes de drama para as comédias satíricas, mantendo o seu elemento tradicional que era a sociedade da Sicília. Nos anos 60, Pietro Germi atingiu o sucesso internacional com o filme Divórcio à Italiana, de 1961, premiado com o Oscar de melhor roteiro original em 1962, além da indicação para o prêmio Oscar de melhor diretor. Em 1963 lançou o filme Seduzida e Abandonada e em 1965 novamente fez muito sucesso com o filme Senhoras e Senhores, com o qual foi premido no Festival de Cannes como melhor filme.
Como diretor, normalmente colaborava nos roteiros dos filmes que dirigia, também ocasionalmente fazia participação como ator em alguns deles.
Em 1972 quando concluiu o filme Alfredo, Alfredo estrelado por Dustin Hoffman, começou o trabalho no projeto do filme Amici miei, que teve que ceder ao amigo Mario Monicelli pois estava sofrendo de cirrose hepática. Pietro Germi morreu vítima de hepatite em uma clínica de Roma, em 5 de dezembro de 1974. O filme Amici miei lançado em 1975 foi dedicado à sua memória.

## Filmografia

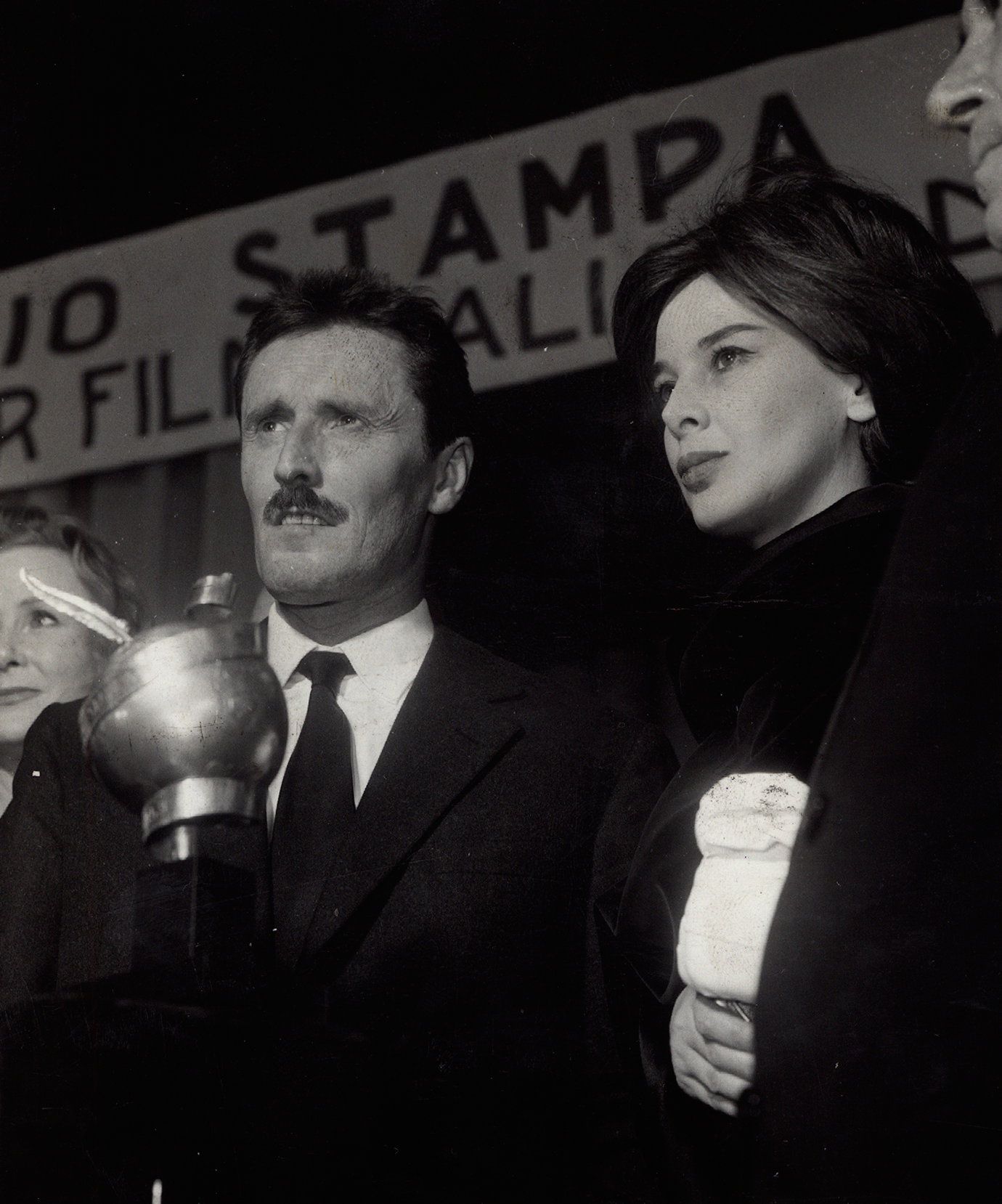
Pietro Germi (1960).

- 1945, Il Testimone (sem título em português)
- 1947, Lost Youth (sem título em português)
- 1948, In the Name of the Law (sem título em português)
- 1950, Path of Hope (sem título em português)
- 1951, La città si difende (sem título em português)
- 1952, La presidentessa (sem título em português)
- 1952, Il brigante di Tacca del Lupo (O Bandido da Cova do Lobo)
- 1953, Gelosia (sem título em português)
- 1953, Amori di mezzo secolo (sem título em português)
- 1956, O Ferroviário
- 1957, L'uomo di paglia (sem título em português)
- 1959, The Facts of Murder (sem título em português)
- 1961, Divórcio à Italiana (comédia estrelada por Marcello Mastroianni)
- 1963, Seduzida e Abandonada
- 1965, Senhoras e Senhores
- 1966, L'immorale (sem título em português)
- 1968, Serafino
- 1970, Le castagne sono buone (sem título em português)
- 1972, Alfredo, Alfredo (estrelado por Dustin Hoffman)

Trabalhou como diretor de cinema durante 28 anos, nos quais dirigiu 19 filmes, também atuou como ator em quase 10 filmes.